# RCA Records
RCA Records (pierwotnie The Victor Talking Machine Company, a następnie RCA Victor) – amerykańska wytwórnia płytowa założona w 1901 roku, od 2011 r. będąca oddziałem Sony Music Entertainment (część Sony Corporation of America).
Wraz z Columbia Records i Epic Records należy do głównych wytwórni Sony Music. Wydaje płyty z wieloma rodzajami muzyki, między innymi: pop, rock, hip-hop, muzyka elektroniczna, R&B, blues, jazz i muzyka country. Nazwa pochodzi od inicjałów dawnej firmy matki czyli Radio Corporation of America. Po Columbia Records to najstarsza amerykańska wytwórnia płytowa. Kanadyjski oddział RCA (dawniej Berliner Gramophone Kanada) jest najstarszą częścią Sony w Kanadzie. Była to jedna z dwóch kanadyjskich wytwórni płytowych która przetrwała Wielki Kryzys.
Dla RCA Records nagrywają m.in.: Britney Spears, Shakira, Christina Aguilera, Miley Cyrus, Justin Timberlake, Alicia Keys, Usher, Charlie Wilson, R. Kelly, Enrique Iglesias, Foo Fighters, Kings of Leon, Kesha, Chris Brown, D'Angelo, Pentatonix, Pink, Craig David, Buddy Guy, Walk the Moon, Pitbull, Zayn i Normani.